# Жуковка (приток Кисловки)
Жуковка — река в Томском районе Томской области.
Длина Жуковки — 31 км, она начинается на территории Тимирязевской лесной дачи, южнее посёлка 86-й квартал, течёт на восток мимо урочища Жуковка и деревни Головина и, сливаясь с рекой Еловка, образует реку Кисловка.

## Данные водного реестра
По данным государственного водного реестра России относится к Верхнеобскому бассейновому округу, водохозяйственный участок реки — Томь от г. Кемерово до устья, речной подбассейн реки — бассейны притоков (Верхней) Оби до впадения Томи. Речной бассейн реки — (Верхняя) Обь до впадения Иртыша.
По данным геоинформационной системы водохозяйственного районирования территории РФ, подготовленной Федеральным агентством водных ресурсов:
- Код водного объекта в государственном водном реестре — 13010300412115200012988

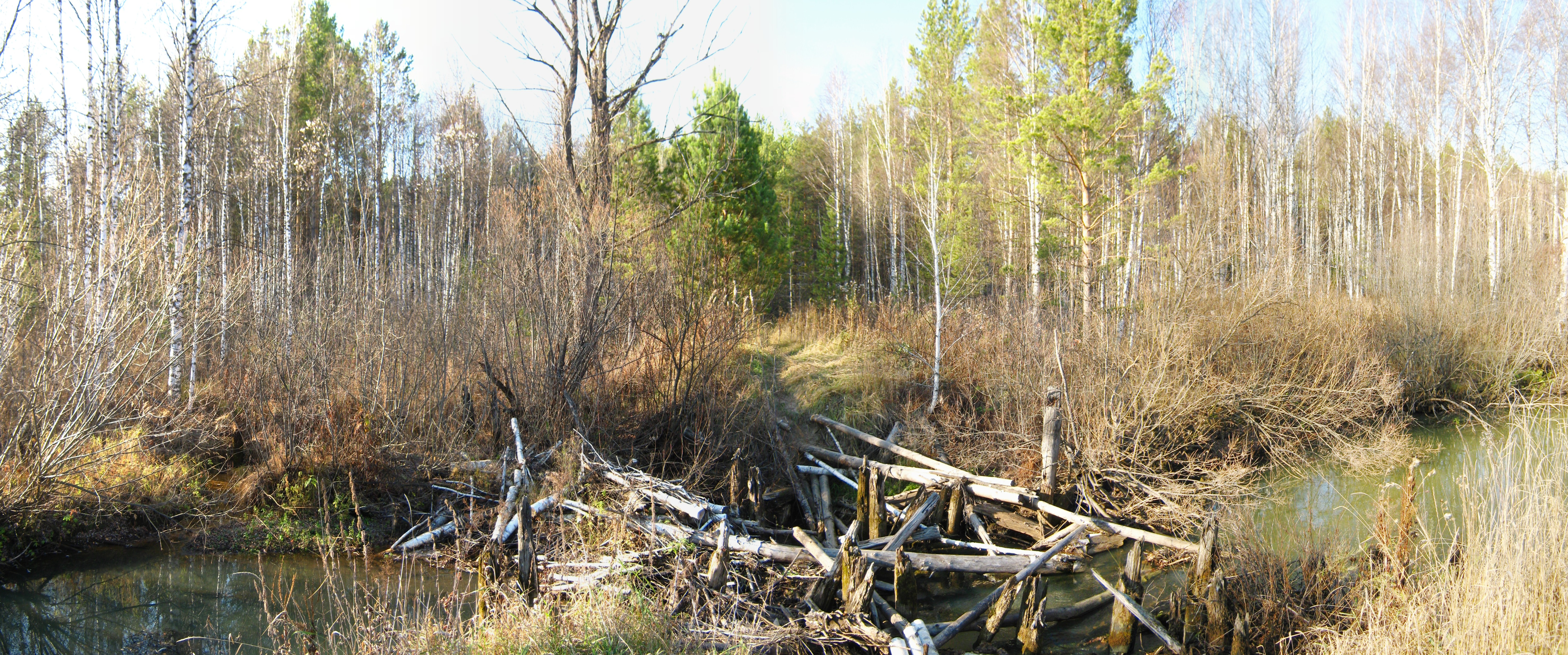
Бывший мост через Жуковку возле бывшей деревни Жуковка.